# Ramón Lafuente
Ramón de la Fuente Leal, más conocido como Lafuente (Bilbao, 31 de diciembre de 1907-Madrid, 15 de septiembre de 1973) fue un jugador internacional y entrenador de fútbol español. Jugaba como delantero y desarrolló casi toda su carrera en las filas del Athletic Club. Formó parte de la primera delantera histórica del club junto a Iraragorri, Bata, Chirri II y Gorostiza.

## Trayectoria
Con solo dieciséis años, Lafuente comenzó su trayectoria deportiva en las filas del Barakaldo CF en 1924, cuatro años antes de que se iniciara en España la Liga de Fútbol. Tras dos temporadas, fue fichado por el Athletic Club, en el que permaneció durante nueve temporadas, iniciando en 1929 la andadura del club en la Primera División de España. En las filas bilbaínas disputó un total de 211 partidos oficiales (96 de Liga, 56 de Copa y 59 del Campeonato Regional), anotando un total de 64 goles (26 en Liga, 17 en Copa y 21 en el Campeonato Regional). Con el Athletic ganó tres Ligas y cuatro Copas, formando parte de la primera delantera histórica del club.
En 1934 fichó por el Atlético de Madrid (entonces Athletic de Madrid), con el que jugó su última temporada de Liga, jugando 20 partidos y marcando un gol. Su carrera se vio truncada de forma prematura en el partido de vuelta de la eliminatoria de cuartos de final de la Copa del Presidente de la República de Fútbol 1935 que enfrentó al Athletic de Madrid con el Sevilla FC. Un choque con el portero Guillermo Eizaguirre hizo que Lafuente se fracturase tibia y peroné. El jugador no se curó bien de la lesión y no pudo jugar durante la temporada siguiente. Cuando estalló la Guerra Civil Española, en el verano de 1936, Lafuente tenía todavía 28 años, pero para entonces se hablaba ya de su paso a la tarea de entrenador.

### Selección nacional
Entre 1927 y 1935, Lafuente disputó un total de ocho partidos con la Selección Española, participando con ésta en el Mundial de Italia 1934.
| Fecha      | Competición     | Estadio        | Ciudad             | Partido  | Partido | Partido    |
| ---------- | --------------- | -------------- | ------------------ | -------- | ------- | ---------- |
| 17/04/1927 | Amistoso        | El Sardinero   | Santander          | España   | 1:0     | Suiza      |
| 08/01/1928 | Amistoso        | Lumiar         | Lisboa (Portugal)  | Portugal | 2:2     | España     |
| 30/11/1930 | Amistoso        | Ameal          | Oporto (Portugal)  | Portugal | 0:1     | España     |
| 19/04/1931 | Amistoso        | San Mamés      | Bilbao             | España   | 0:0     | Italia     |
| 24/04/1932 | Amistoso        | Buenavista     | Oviedo             | España   | 2:1     | Yugoslavia |
| 27/05/1934 | Mundial de 1934 | Luigi Ferraris | Génova (Italia)    | España   | 3:1     | Brasil     |
| 31/05/1934 | Mundial de 1934 | Giovanni Berta | Florencia (Italia) | Italia   | 1:1     | España     |
| 24/01/1935 | Amistoso        | Chamartín      | Madrid             | España   | 2:0     | Francia    |

### Entrenador
A comienzos de la temporada 1940/41, y durante las diez primeras jornadas de Liga, dirigió los encuentros del Atlético Aviación, en tanto duró la detención e inhabilitación de Ricardo Zamora. Entre 1943 y 1945, entrenó al Deportivo de la Coruña.

## Clubes

### Como entrenador
| Club               | País   | Año       |
| ------------------ | ------ | --------- |
| Barakaldo CF       | España | 1924-1926 |
| Athletic Club      | España | 1926-1934 |
| Atlético de Madrid | España | 1934-1935 |

| Club                     | País   | Año       |
| ------------------------ | ------ | --------- |
| Atlético de Madrid       | España | 1940      |
| Sociedad Deportiva Ceuta | España | 1942-1943 |
| Deportivo de la Coruña   | España | 1943-1945 |

## Palmarés

### Campeonatos regionales
| Título                         | Club          | País   | Año  |
| ------------------------------ | ------------- | ------ | ---- |
| Campeonato Regional de Vizcaya | Athletic Club | España | 1928 |
| Campeonato Regional de Vizcaya | Athletic Club | España | 1929 |
| Campeonato Regional de Vizcaya | Athletic Club | España | 1931 |
| Campeonato Regional de Vizcaya | Athletic Club | España | 1932 |
| Campeonato Regional de Vizcaya | Athletic Club | España | 1933 |
| Campeonato Regional de Vizcaya | Athletic Club | España | 1934 |

### Campeonatos nacionales
| Título                          | Club          | País   | Año  |
| ------------------------------- | ------------- | ------ | ---- |
| Liga Española                   | Athletic Club | España | 1930 |
| Copa del Rey                    | Athletic Club | España | 1930 |
| Liga Española                   | Athletic Club | España | 1931 |
| Copa Presidente de la República | Athletic Club | España | 1931 |
| Copa Presidente de la República | Athletic Club | España | 1932 |
| Copa Presidente de la República | Athletic Club | España | 1933 |
| Liga Española                   | Athletic Club | España | 1934 |